# إزالة الترابط الكمي

إزالة الترابط الكمي هي نظرية يمكن أن تفسر الانتقال بين القواعد الفيزيائية الكمّية والقواعد الفيزيائية الكلاسيكية كما نعرفها، على المستوى الماكروسكوبي. وبشكل أكثر تحديدا، تقدم هذه النظرية إجابة، تعتبر الأكثر شمولية حتى الآن، كمفارقة قطة شرودنغر ومسألة القياس الكمي.
تم تقديم نظرية إزالة الترابط من قبل H. Dieter Zeh [الإنجليزية] في عام 1970. وقد حصلت على أول تأكيدات تجريبية في عام 1996. 

## مقدمة
جميع المواضيع التي وصفتها الفيزياء الكلاسيكية (قذيفة، كوكب، قطة، وما إلى ذلك) التي تتكون، في التحليل النهائي، من الذرات والجزيئات وهذه الأخيرة يجري تماما وصفها في فيزياء الكم، فمن المنطقي أن نعتبر أن قواعد الفيزياء الكلاسيكية يمكن استخلاصها من فيزياء الكم. ومع ذلك، فإن المحاولات التي طرحت في هذا الاتجاه واجهت العديد من المشاكل منذ البداية، ولفترة طويلة جدا.
نظرية إزالة الترابط في يومنا هذا هي واحدة من المحاولات المرضية أكثر في هذا السياق، على الرغم من أنها لا تعالج جميع المشاكل.

## الآلية
قُدم نموذج حدسي لفحص كيفية حدوث إزالة الترابط الكمومي، أو عدم التماسك الكمي. يتطلب النموذج بعض المعرفة بأساسيات نظرية الكم. قُدمت بعض التناظرات بين فضاء الطور المرئي الكلاسيكي وبين فضاء هيلبرت. يُظهر اشتقاق أكثر دقة لمعادلة ديرك كيف تدمر إزالة الترابط الكمي تأثيرات التداخل والطبيعة الكمية للنظام. ثم تتقدم طريقة مصفوفة الكثافة للمشهد.

### صورة فضاء الطور
يمكن تمثيل نظام جسيم-ن في ميكانيكا الكم غير النسبية عن طريق الدالة الموجية {\displaystyle \psi (x_{1},x_{2},\dots ,x_{N})}، حيث كل س تعبر عن نقطة في فضاء ثلاثي الأبعاد. يشبه هذا فضاء الطور الكلاسيكي. يحتوي فضاء الطور الكلاسيكي على دالة ذات قيمة حقيقية في 6 أبعاد (يساهم كل جسيم بثلاثة إحداثيات و3 زخمات). على الجانب الآخر، يتضمن فضاء الطور الكمي خاصتنا دالة ذات قيمة مركبة على فضاء ثلاثي الأبعاد. يُمثل الموقع والزخم بمعاملات لا تتبادل، ويوجد {\displaystyle \psi } في البناء الرياضي لفضاء هيلبرت. مع هذا، مازال التناظر قائمًا بينهما باستثناء هذه الاختلافات.
تشغل أنظمة مختلفة معزولة سابقًا غير متفاعلة فضاءات طور مختلفة. بدلًا من ذلك، يمكننا القول أنهم يشغلون مساحات فرعية مختلفة ذات أبعاد أدنى في فضاء طور النظام المشترك. البعد الفعال لفضاء طور النظام هو عدد درجات الحرية الموجودة التي تكون ستة أمثال عدد الجسيمات الحرة للنظام في النماذج غير النسبية. سيمثل هذا بعدًا كبيرًا جدًا في نظام مجهري. عندما يبدأ نظامان في التفاعل (وتعتبر البيئة نظامًا)، لا تبقى متجهات الحالة المرتبطة بها مقيدة بالمساحات الفرعية. بدلًا من هذا، يطور متجه الزمن للحالة المركبة مسارًا خلال الحجم الأكبر، الذي يتكون بعده من محصلة أبعاد المساحتين الفرعيتين. يعتبر مدى تداخل متجهين مع بعضهما مقياسًا لدرجة قربهما من بعضهما (رسميًا، تداخلهما أو تضاعف فضاء هيلبرت) في فضاء الطور. عندما يندمج النظام مع البيئة الخارجية، يزداد بعد متجه الحالة المشتركة بطريقة ضخمة وبالتالي الحجم المتاح له. تعتبر كل درجة حرية للبيئة بعدًا إضافيًا.
يمكن أن تتمدد الدالة الموجية الأصلية للنظام بطرق عديدة متنوعة مثل محصلة العناصر في التراكب الكمي. يتوافق كل تمدد مع إسقاط متجه الموجة على أساس يمكن اختياره. دعنا نختر تمددًا تتفاعل فيه عناصر الأساس الناتجة مع البيئة بطريقة خاصة بالعنصر. ستنفصل مثل هذه العناصر عن بعضها سريعًا من خلال تطور زمنها الموحد الطبيعي على طول مساراتها الخاصة. بعد تفاعل قصير جدًا، لا توجد فرصة تقريبًا لأي تدخل لاحق. وهذه العملية غير قابلة للانعكاس. تضيع العناصر المختلفة من بعضها في فضاء الطور المتمدد الذي نشأ من الازدواج مع البيئة؛ في فضاء الطور، يقاس هذا التفرق من خلال توزيع شبه الاحتمال لفيجنر. يقال عن العناصر الأصلية أنها تفرقت. اختارت البيئة بفعالية تلك التوسعات أو التحللات في متجه الحالة الأصلي، التي تتفرق عن بعضها (أو تفقد حالة الترابط). يطلق على هذا «الانتقاء الفائق المحفز بيئيًا». لا تظهر عناصر النظام المتفرقة تداخلًا كميًا فيما بينها، كما في تجربة الشق المزدوج. يقال عن أي عناصر متفرقة عن بعضها عن طريق التفاعلات البيئية أنها متشابكة كميًا مع البيئة. والعكس ليس صحيحًا فليست كل الحالات المتشابكة متفرقة عن بعضها.
يعمل أي جهاز قياس كبيئة خارجية، إذ أنه في مرحلة ما على مدار سلسلة القياس يجب أن يكون كبيرًا بالحد الكافي الذي يسمح بقراءته من قبل البشر. يجب أن يكون له عدد كبير جدًا من درجات الحرية الخفية. يمكن اعتبار التفاعلات قياسات كمية. تتشابك الدوال الموجية للنظام مع جهاز القياس نتيجة للتفاعل.